# فرمانده کل نیروهای مسلح جمهوری اسلامی ایران
فرمانده کل نیروهای مسلح جمهوری اسلامی ایران که به اختصار فرمانده کل قوا نامیده می‌شود عنوانی است که امروزه در نظام جمهوری اسلامی ایران به فرماندهٔ کل نیروهای مسلح این کشور اطلاق می‌شود که از سال ۱۳۵۸ و مطابق با قانون اساسی جمهوری اسلامی ایران بر عهدهٔ رهبر جمهوری اسلامی ایران می‌باشد.
طبق اصل ۵۰ متمم قانون اساسی مشروطه، فرماندهی نیروهای مسلح برعهده پادشاه ایران بود. پیش از انقلاب ۱۳۵۷ ایران از آن به عنوان "بزرگ‌ارتشتاران" یاد می‌شده‌است. بزرگ‌ارتشتاران عنوانی رسمی و نظامی بوده‌است که در دوره پهلوی برای مقام فرماندهی سه نیروی مسلح کشور ایران بکار می‌رفت و دارنده آن محمدرضا پهلوی بود که با وقوع انقلاب اسلامی از بین رفت.
طبق اصل ۱۱۰ قانون اساسی جمهوری اسلامی، اعلام جنگ و صلح و بسیج نیروها، همچنین نصب و عزل و قبول استعفای رئیس ستاد کل نیروهای مسلح، فرماندهان کل و فرماندهان عالی ارتش، سپاه و فرماندهی انتظامی از اختیارات رهبری است. فرمانده کل فعلی نیروهای مسلح جمهوری اسلامی ایران سید علی خامنه‌ای است.

## فهرست
| ر.                                   | به‌عنواننام                           | نگاره                                | دوران تصدی                           | دوران تصدی                           | طول دوران                            | درجه                                 | شاخه نظامی                                       | م.                                   |
| • جمهوری اسلامی ایران (اکنون–۱۳۵۷) • | • جمهوری اسلامی ایران (اکنون–۱۳۵۷) • | • جمهوری اسلامی ایران (اکنون–۱۳۵۷) • | • جمهوری اسلامی ایران (اکنون–۱۳۵۷) • | • جمهوری اسلامی ایران (اکنون–۱۳۵۷) • | • جمهوری اسلامی ایران (اکنون–۱۳۵۷) • | • جمهوری اسلامی ایران (اکنون–۱۳۵۷) • | • جمهوری اسلامی ایران (اکنون–۱۳۵۷) •             | • جمهوری اسلامی ایران (اکنون–۱۳۵۷) • |
| ------------------------------------ | ------------------------------------ | ------------------------------------ | ------------------------------------ | ------------------------------------ | ------------------------------------ | ------------------------------------ | ------------------------------------------------ | ------------------------------------ |
| –                                    | رهبرسید روح‌الله خمینی                |                                      | ۲۲ بهمن۱۳۵۷                          | ۱۲ آذر۱۳۵۸                           | ۹ ماه و ۲۲ روز                       | —                                    | —                                                | [ الف ]                              |
| ۱                                    | رهبرسید روح‌الله خمینی                | ۱۲ آذر۱۳۵۸                           | ۳۰ بهمن۱۳۵۸                          | ۲ ماه و ۱۶ روز                       |                                      | —                                    | —                                                | [ الف ]                              |
| ۲                                    | رئیس‌جمهورسید ابوالحسن بنی‌صدر         |                                      | ۳۰ بهمن۱۳۵۸                          | ۱۳۶۰                                 | ۱ سال، ۳ ماه و ۲۲ روز                | —                                    | —                                                | [ ب ] [ ۲ ] [ ۳ ]                    |
| (۱)                                  | رهبرسید روح‌الله خمینی                |                                      | ۱۳۶۰                                 | ۱۳۶۸                                 | ۷ سال، ۱۱ ماه و ۲۴ روز               | —                                    | —                                                |                                      |
| ۳                                    | رهبرسید علی خامنه‌ای                  |                                      | ۱۳۶۸                                 | در حال تصدی                          | ۳۶ سال، ۱ ماه و ۱۴ روز               | —                                    | سپاه پاسداران(۱۳۵۸)ستاد جنگ‌های نامنظم(۱۳۶۰–۱۳۵۹) | [ پ ] [ ۴ ]                          |

## جانشین فرمانده کل نیروهای مسلح
| ر.                                   | به‌عنواننام                                           | نگاره                                | دوران تصدی                           | دوران تصدی                           | طول دوران                            | درجه                                 | شاخه نظامی                           | م.                                   |
| • جمهوری اسلامی ایران (اکنون–۱۳۵۷) • | • جمهوری اسلامی ایران (اکنون–۱۳۵۷) •                 | • جمهوری اسلامی ایران (اکنون–۱۳۵۷) • | • جمهوری اسلامی ایران (اکنون–۱۳۵۷) • | • جمهوری اسلامی ایران (اکنون–۱۳۵۷) • | • جمهوری اسلامی ایران (اکنون–۱۳۵۷) • | • جمهوری اسلامی ایران (اکنون–۱۳۵۷) • | • جمهوری اسلامی ایران (اکنون–۱۳۵۷) • | • جمهوری اسلامی ایران (اکنون–۱۳۵۷) • |
| ------------------------------------ | ---------------------------------------------------- | ------------------------------------ | ------------------------------------ | ------------------------------------ | ------------------------------------ | ------------------------------------ | ------------------------------------ | ------------------------------------ |
| –                                    | سرپرست ریاست ستاد مشترک ارتشولی‌الله فلاحیسرپرست      |                                      | ۱۳۶۰                                 | ۷ مهر۱۳۶۰                            | ۳ ماه و ۱۸ روز                       | سرتیپ                                | ارتش(۱۳۶۰–۱۳۳۰)                      |                                      |
| –                                    | رئیس ستاد مشترک ارتشقاسمعلی ظهیرنژادسرپرست           |                                      | ۲۳ مهر۱۳۶۰                           | ؟                                    | ؟                                    | سرتیپ                                | ارتش(۱۳۵۲–۱۳۳۰)(۱۳۷۸–۱۳۵۷)           |                                      |
| ۱                                    | فرمانده قرارگاه مرکزی خاتم‌الانبیااکبر هاشمی رفسنجانی |                                      | ۱۳۶۷                                 | ۱۱ شهریور۱۳۶۸                        | ۱ سال و ۳ ماه                        | —                                    | —                                    |                                      |

## یادداشت
1. ↑  با تصویب قانون اساسی فرماندهی کل نیروهای مسلح بنا به اصل ۱۱۰ قانون اساسی رسماً در اختیار رهبر قرار گرفت.
2. ↑  برگزیده از سوی رهبر.
3. ↑  وی سرپرستی فرمانده کل سپاه پاسداران انقلاب اسلامی را بر عهده داشت. در آن زمان، سپاه فاقد درجات نظامی بود.